# Глонасс-К
«Глонасс-К» (наименование по ОКР «Ураган-К») — серия космических аппаратов российской глобальной навигационной системы ГЛОНАСС, разработанная компанией «Информационные спутниковые системы» имени академика М. Ф. Решетнёва. Является 3-м поколением спутников этой серии (1-е поколение — «Глонасс», 2-е поколение — «Глонасс-М»). От спутников предыдущей серии отличаются гарантийным сроком активного существования в 10 лет, уменьшенной массой, негерметичным исполнением и иными усовершенствованиями.
Запуск первого спутника успешно произведён 26 февраля 2011 года с космодрома «Плесецк».

## Тактико-технические характеристики и отличия от «Глонасс-М»
Космические аппараты «Глонасс-К» строятся на базе негерметичной платформы «Экспресс 1000». На корпус в форме параллелепипеда устанавливается бортовая аппаратура, способная работать в условиях открытого космоса. Отсутствие гермоконтейнера позволило уменьшить массу спутника до 935 кг (против КА «Глонасс-М» — 1415 кг). Мощность системы электропитания увеличена до 1,6 кВт. Кроме того, на «Глонасс-К» устанавливается аппаратура международной системы спасения терпящих бедствие Коспас-Сарсат.
Другие характеристики:
- гарантированный срок активного существования — 10 лет («Глонасс» — 3, «Глонасс-М» — 7).
- новые навигационные сигналы в формате CDMA, совместимые по формату с системами GPS/Galileo/Compass, которые значительно облегчат разработку мультисистемных навигационных приборов[5][6].
- за счёт добавления CDMA сигнала в диапазоне L3, точность навигационных определений в формате ГЛОНАСС повысится вдвое по сравнению со спутниками «Глонасс-М»[7].
- выводится — с космодрома «Плесецк» ракетой-носителем «Союз-2» с разгонным блоком «Фрегат».

Начиная с аппарата № 17Л, будет запускаться усовершенствованный Глонасс-К, оборудованный улучшенными атомными часами и передатчиком сигнала L2OC/L2SC с кодовым разделением.

## Производители оборудования
В разработке КА «Глонасс-К» помимо ОАО ИСС участвуют:
- ОАО «Российский институт радионавигации и времени». Отвечает за бортовое синхронизирующее устройство;
- ОАО «Российские космические системы». Изготовляет бортовой информационно-навигационный комплекс и другое оборудование;
- ОАО «Системы прецизионного приборостроения»: специальное бортовое оборудование.

## Программа разработки и новые сигналы
В настоящий момент планируются к разработке несколько версий новых спутников «Глонасс-К». 26 февраля 2011 года был успешно запущен первый КА «Глонасс-К1», на котором будут отрабатываться технические решения для новых аппаратов; всего будут запущены два КА «Глонасс-К1». В процессе испытаний будет тестироваться новый открытый сигнал ГЛОНАСС в формате CDMA в диапазоне L3.
Запуск многофункционального спутника «Глонасс-К2» планируется в 2022 году с космодрома Плесецк на ракете «Союз-2» или с Восточного на носителе «Ангара», масса аппарата составит около 1800 кг (вдвое больше, чем у «Глонасс-К1»), он будет передавать девять навигационных сигналов. В спутниках дополнительно появятся два открытых сигнала в диапазонах частот L1 и L2. С 2017 года планируется разработка «Глонасс-КМ», в котором предположительно будет использоваться до 7 сигналов в формате CDMA. Запуск первого спутника намечен на 2025 год.
Результатом программы модернизации спутников и наземных комплексов управления станет увеличение точности навигационных определений системы ГЛОНАСС в 2—2,5 раза, что составит порядка 2,5—2,8 м для гражданских потребителей.
В 2019 году было сокращено финансирование федеральной целевой программы «Поддержание, развитие и использование системы ГЛОНАСС на 2012—2020 годы» на 12,9 млрд рублей, что отчасти объясняется невозможностью серийного изготовления космических аппаратов «Глонасс-К» «из-за ограничений на поставку электронной компонентной базы иностранного производства и невозможности ее оперативного замещения». Вместе с тем были увеличены на 7,05 млрд рублей расходы на мероприятия по развитию ГЛОНАСС.

## Список запусков
Первый запуск спутника «Глонасс-К» («Глонасс-К1» № 11) состоялся 26 февраля 2011 года с космодрома «Плесецк».
В начале апреля 2011 года, специалисты ИСС завершили проверку обеспечивающих систем этого КА. Результаты испытаний показали, что все обеспечивающие системы спутника работают без замечаний.
Хотя лётные испытания КА Глонасс-К1 будут продолжаться в течение двух лет, уже в мае 2011 года будет начато экспериментальное использование космического аппарата по целевому назначению.
| 1 | Глонасс-К1 № 11Л | Космос-2471 | 26.02.2011 | Плесецк 43/4 | 2011-009A | 37372 | Первый экземпляр экспериментальной модели спутника Глонасс-К1 для проведения лётно-конструкторских испытаний платформы и оборудования. Установлен передатчик и антенна для тестового сигнала с кодовым разделением L3OC. |
| 2 | Глонасс-К1 № 12Л | Космос-2501 | 01.12.2014 | Плесецк 43/4 | 2014-075A | 40315 | Второй экземпляр экспериментальной модели спутника Глонасс-К1 для проведения лётно-конструкторских испытаний. Запуск успешен. Установлен передатчик и антенна для сигнала с кодовым разделением L3OC.                    |
| 3 | Глонасс-К1 № 15Л | Космос-2547 | 25.10.2020 | Плесецк 43/4 | 2020-075A | 46805 | Третий КА Глонасс-К1 для проведения лётно-конструкторских испытаний. Запуск успешен. Оборудован более точным хронометром, установлен передатчик и антенна для сигнала с кодовым разделением L3OC.                        |
| 4 | Глонасс-К1 № 16Л | Космос-2557 | 07.07.2022 | Плесецк 43/4 | 2022-075A | 52984 | Четвертый КА Глонасс-К1 для проведения лётно-конструкторских испытаний. Установлен передатчик и антенна для сигнала с кодовым разделением L3OC.                                                                          |
| 5 | Глонасс-К1 № 17Л | Космос-2559 | 10.10.2022 | Плесецк 43/3 | 2022-130A | 54031 | Запуск успешен. Установлены передатчики и антенны для сигналов с кодовым разделением L3OC и L2OC/L2SC. |

## Иллюстрации
Фотографии спутника с CeBIT 2011 в Ганновере:
- Детальный вид антенн
- Общий вид модуля полезной нагрузки
- Общий вид КА Глонасс-К справа
- Общий вид КА Глонасс-К слева